# ديفيد بارال
ديفيد بارال (بالإسبانية: David Barral)‏ (مواليد 10 مايو 1983 في سان فرناندو - إسبانيا) لاعب كرة قدم إسباني يلعب حاليا لصالح نادي الدرجة الأولى ريال سبورتنغ خيخون الإسباني منذ 2006 في مركز المهاجم .

## روابط خارجية
- ديفيد بارال على موقع اتحاد تركيا (لاعب) (الإنجليزية)
- ديفيد بارال على موقع رابطة كرة القدم اليابانية للمحترفين (اليابانية)
- ديفيد بارال على موقع قاعدة بيانات كرة القدم.إي يو (الإنجليزية)
- ديفيد بارال على موقع بيانات كرة القدم. دي إي (الألمانية)
- ديفيد بارال على موقع Soccerbase.com (لاعب) (الإنجليزية)
- ديفيد بارال على موقع Soccerway.com (الإنجليزية)
- ديفيد بارال على موقع عالم كرة القدم.نت (الإنجليزية)
- ديفيد بارال على موقع كووورة
- ديفيد بارال على موقع AS.com (الإسبانية)